# Caladenia startiorum
Caladenia startiorum är en orkidéart som beskrevs av Stephen Donald Hopper och Andrew Phillip Brown. Caladenia startiorum ingår i släktet Caladenia och familjen orkidéer. Inga underarter finns listade i Catalogue of Life.